# Epiplema pauxillata
Epiplema pauxillata is een vlinder uit de familie van de uraniavlinders (Uraniidae). De wetenschappelijke naam van de soort is voor het eerst geldig gepubliceerd in 1894 door Snellen.